# Pulverturmsbrücke

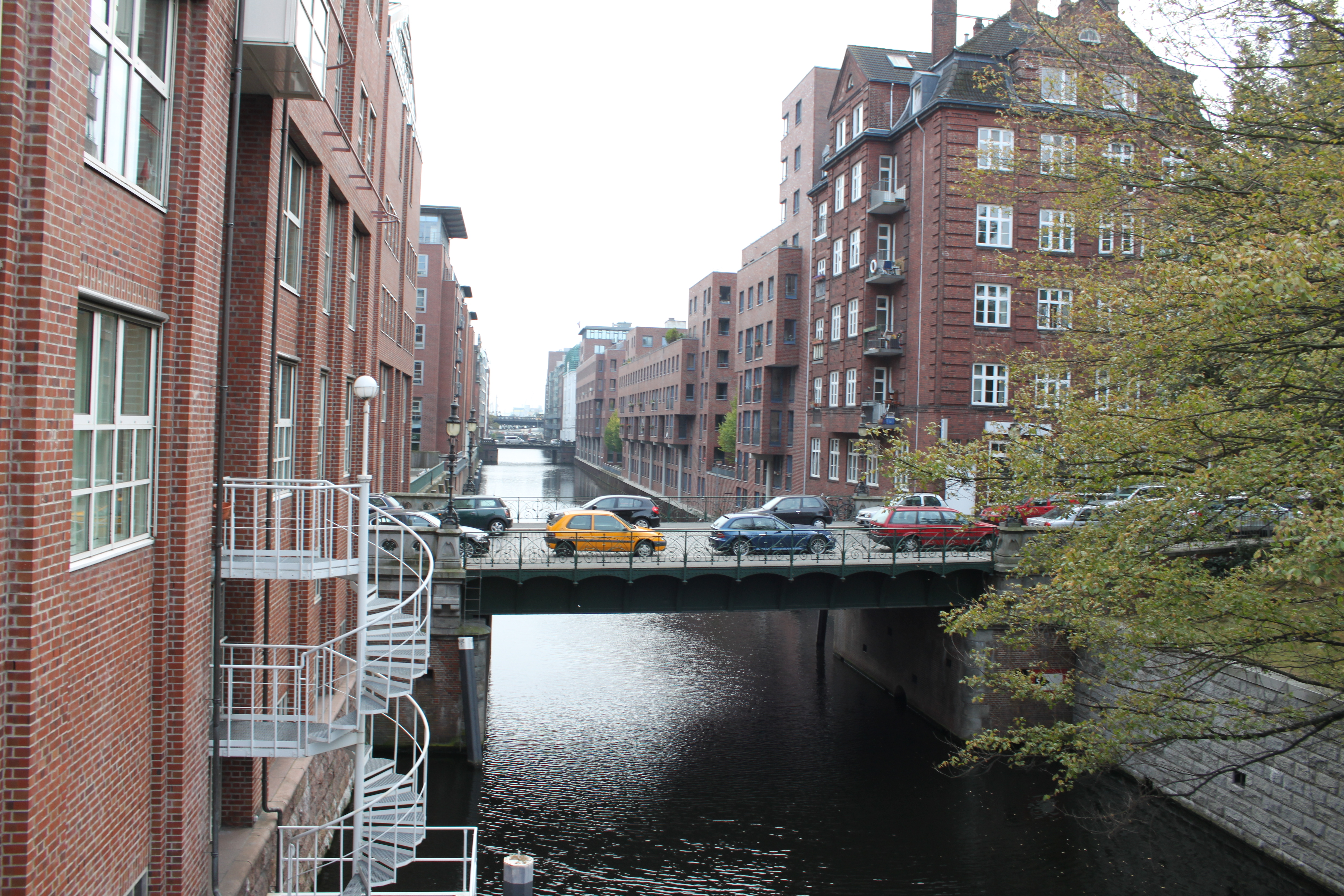
Pulverturmsbrücke

Die Pulverturmsbrücke ist eine Straßenbrücke im Hamburger Stadtteil Neustadt. Sie ist in der Denkmalliste der Hamburger Behörde für Kultur und Medien als Kulturdenkmal erfasst. Mit dieser Brücke quert die gleichnamige Straße das Herrengrabenfleet.
Die Pulverturmsbrücke ist 15 Meter lang und acht Meter breit. Sie ist zur Erinnerung an einem an dieser Stelle zwischen 1548 und 1560 erbauten Pulverturm benannt. Dieser Pulverturm wurde 1819 abgerissen.
Die Pulverturmsbrücke wurde gemeinsam mit der nahen Schaarsteinwegbrücke im Jahr 1903 errichtet. Ihre eisernen Vollwandträger ruhen auf Steinwiderlagern.